# 达留斯和吉列纳斯机场
达留斯和吉列纳斯机场，也称阿莱克索塔斯机场，是一座小型机场，位于立陶宛中部的阿莱克索塔斯，距考纳斯只有3千米。
达留斯和吉列纳斯机场建成于1915年，是立陶宛第一个机场，也是欧洲较早的机场之一。从建成之日起，直到1988年新的考纳斯机场竣工，达留斯和吉列纳斯机场为考纳斯市服务了70多年。

## 机场得名

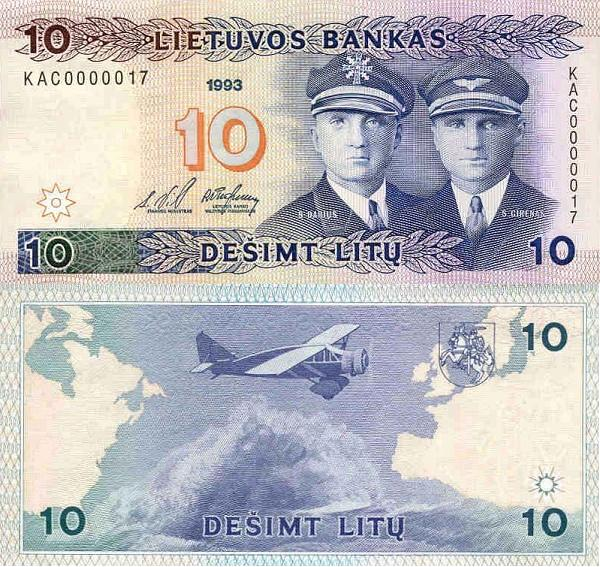
印有两位飞行员头像的10立特纸币

达留斯和吉列纳斯机场现名是为了纪念两名立陶宛裔飞行员斯杰潘纳斯·达留斯（Steponas Darius）与斯塔塞斯·吉列纳斯（Stasys Girėnas）。这两位飞行员均出生于立陶宛，年少时便移民美国，后加入美国空军，成为飞行员。两人尝试驾驶一架Bellanca CH-300飞机实现从美国纽约到立陶宛考纳斯的不间断飞行。如果取得成功，飞行总距离将达7186千米。飞机被他们命名为“立陶宛人号”。1933年7月15日6时24分（纽约夏季时间），他们从纽约起飞，成功跨越大西洋，但不幸于当地时间17日0点36分在德国北部的Soldin（现属波兰）附近失事身亡。当时他们已经飞行37小时11分，飞行距离达6411千米，距目的地考纳斯仅有700千米。这个纪录当时在世界上列不间断飞行距离第二位、时长第四位。立陶宛1993年发行的10立特纸币即以这两位飞行员的头像为主图案。